# Champdolent
Champdolent és un municipi francès situat al departament del Charente Marítim i a la regió de la Nova Aquitània. L'any 2007 tenia 382 habitants.

## Demografia

### Població
El 2007 la població de fet de Champdolent era de 382 persones. Hi havia 140 famílies de les quals 28 eren unipersonals (12 homes vivint sols i 16 dones vivint soles), 56 parelles sense fills, 48 parelles amb fills i 8 famílies monoparentals amb fills.
La població ha evolucionat segons el següent gràfic:
Habitants censats

### Habitatges
El 2007 hi havia 181 habitatges, 147 eren l'habitatge principal de la família, 23 eren segones residències i 11 estaven desocupats. 179 eren cases i 1 era un apartament. Dels 147 habitatges principals, 111 estaven ocupats pels seus propietaris, 24 estaven llogats i ocupats pels llogaters i 12 estaven cedits a títol gratuït; 2 tenien una cambra, 5 en tenien dues, 15 en tenien tres, 46 en tenien quatre i 79 en tenien cinc o més. 116 habitatges disposaven pel capbaix d'una plaça de pàrquing. A 65 habitatges hi havia un automòbil i a 73 n'hi havia dos o més.

### Piràmide de població
La piràmide de població per edats i sexe el 2009 era:
| Homes | Edats   | Dones |
| ----- | ------- | ----- |
| 0     | 95 o +  | 4     |
| 0     | 90 a 94 | 0     |
| 4     | 85 a 89 | 12    |
| 0     | 80 a 84 | 4     |
| 4     | 75 a 79 | 4     |
| 16    | 70 a 74 | 0     |
| 0     | 65 a 69 | 16    |
| 12    | 60 a 64 | 8     |
| 20    | 55 a 59 | 4     |
| 4     | 50 a 54 | 8     |
| 12    | 45 a 49 | 16    |
| 12    | 40 a 44 | 8     |
| 20    | 35 a 39 | 20    |
| 24    | 30 a 34 | 12    |
| 8     | 25 a 29 | 16    |
| 8     | 20 a 24 | 4     |
| 8     | 15 a 19 | 20    |
| 20    | 10 a 14 | 8     |
| 20    | 5 a 9   | 16    |
| 16    | 0 a 4   | 0     |

## Economia
El 2007 la població en edat de treballar era de 235 persones, 172 eren actives i 63 eren inactives. De les 172 persones actives 157 estaven ocupades (100 homes i 57 dones) i 15 estaven aturades (3 homes i 12 dones). De les 63 persones inactives 17 estaven jubilades, 20 estaven estudiant i 26 estaven classificades com a «altres inactius».

### Ingressos
El 2009 a Champdolent hi havia 148 unitats fiscals que integraven 391,5 persones, la mediana anual d'ingressos fiscals per persona era de 15.388 €.

### Activitats econòmiques
Dels 12 establiments que hi havia el 2007, 2 eren d'empreses de fabricació d'altres productes industrials, 5 d'empreses de construcció, 3 d'empreses de comerç i reparació d'automòbils i 2 d'empreses de serveis.
Dels 4 establiments de servei als particulars que hi havia el 2009, 2 eren paletes i 2 guixaires pintors.
L'únic establiment comercial que hi havia el 2009 era una botiga de mobles.
L'any 2000 a Champdolent hi havia 17 explotacions agrícoles que ocupaven un total de 975 hectàrees.

## Poblacions més properes
El següent diagrama mostra les poblacions més properes.